# Simetría icosaédrica
| · Simetría · involutiva · Cs, (*) · [ ] =     | · Simetría · cíclica · Cnv, (*nn) · [n] =    | · Simetría · diédrica · Dnh, (*n22) · [n,2] = |
| Grupo poliédrico, [n,3], (*n32)               |                                              |                                               |
| · Simetría tetraédrica · Td, (*332) · [3,3] = | · Simetría octaédrica · Oh, (*432) · [4,3] = | · Simetría icosaédrica · Ih, (*532) · [5,3] = |

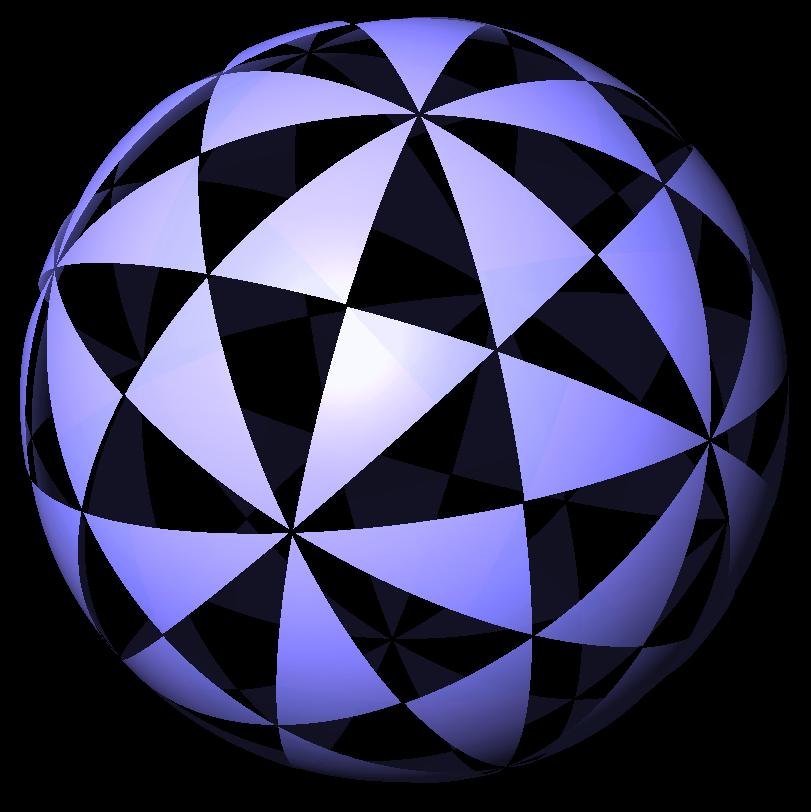
Dominios fundamentales de la simetría icosaédrica

Un balón de fútbol, un ejemplo común de un icosaedro truncado esférico, que posee simetría icosaédrica completa

La simetría icosaédrica (también denominada simetría icosaedral o simetría del icosaedro) es el conjunto de propiedades reflexivas de aquellas figuras del espacio tridimensional que poseen las 60 simetrías rotacionales (o que conservan la orientación) y un orden de simetría de 120, incluidas las transformaciones que combinan una reflexión y una rotación, que son propias de un icosaedro regular. Tanto el dodecaedro regular (dual del icosaedro) como el triacontaedro rómbico tienen el mismo conjunto de simetrías.
El grupo de simetría completo (incluidas las reflexiones) se conoce como el grupo de Coxeter H3, y también está representado en la notación de Coxeter por [5,3] y posee un diagrama de Coxeter-Dynkin .
El conjunto de simetrías que conservan la orientación forma un subgrupo que es isomorfo al grupo A5 (el grupo alternante de 5 letras).

## Como grupo de puntos
Aparte de las dos series infinitas de simetría prismática y antipismática, la simetría icosaédrica rotacional o simetría icosaédrica quiral de objetos quirales y la simetría icosaédrica completa o simetría icosaédrica aquiral son las simetrías de puntos discretos (o equivalentemente, simetrías en la esfera) con los grupos de simetrías más grandes.
La simetría icosaédrica no es compatible con la simetría traslacional, por lo que no existen grupos de puntos cristalográficos o grupos espaciales asociados.
| Schönflies | Coxeter | Coxeter | Orbifold | Estructura abstracta | Orden |
| ---------- | ------- | ------- | -------- | -------------------- | ----- |
| I          | [5,3]+  |         | 532      | A5                   | 60    |
| Ih         | [5,3]   |         | *532     | A5×2                 | 120   |

Las presentaciones correspondientes a los grupos anteriores son:
{\displaystyle I:\langle s,t\mid s^{2},t^{3},(st)^{5}\rangle \ }
{\displaystyle I_{h}:\langle s,t\mid s^{3}(st)^{-2},t^{5}(st)^{-2}\rangle .\ }
Estos valores corresponden a los grupos icosaédricos (rotacionales y completos) siendo los (2,3,5) grupos triangulares.
La primera presentación fue realizada por William Rowan Hamilton en 1856, en su artículo sobre cálculo icosiano.
Debe tenerse en cuenta que son posibles otras presentaciones, por ejemplo, como un grupo alternante (para I).

### Visualizaciones
| Schoe. (Orb.) | Notación de Coxeter | Elementos                   | Diagramas de espejos | Diagramas de espejos      | Diagramas de espejos      | Diagramas de espejos      |
| Schoe. (Orb.) | Notación de Coxeter | Elementos                   | Ortogonal            | Proyección estereográfica | Proyección estereográfica | Proyección estereográfica |
| ------------- | ------------------- | --------------------------- | -------------------- | ------------------------- | ------------------------- | ------------------------- |
| Ih (*532)     | · [5,3]             | Líneas · de espejo: · 15    |                      |                           |                           |                           |
| I (532)       | · [5,3]+            | Puntos de giro: 125 203 302 |                      |                           |                           |                           |

## Estructura del grupo
El grupo de rotación icosaédrico I es de orden 60. El grupo I es isomorfo a A5, el grupo alternante de permutaciones pares de cinco objetos. Este isomorfismo se puede representar mediante I actuando sobre varios compuestos, en particular el compuesto de cinco cubos (que se inscribe en el dodecaedro), el compuesto de cinco octaedros o cualquiera de los dos compuestos de cinco tetraedros (que son quirales y se inscriben en el dodecaedro).
El grupo contiene 5 versiones de Th con 20 versiones de D3 (10 ejes, 2 por eje) y 6 versiones de D5.
El grupo icosaédrico completo Ih tiene orden 120. Tiene a I como subgrupo normal de índice 2. El grupo Ih es isomorfo a I×Z2, o A5 ×Z2, con inversión en el centro correspondiente al elemento (identidad, -1), donde Z2 se escribe multiplicativamente.
Ih actúa sobre el compuesto de cinco cubos y el compuesto de cinco octaedros, pero −1 actúa como identidad (ya que los cubos y los octaedros son centralmente simétricos). Actúa sobre el compuesto de diez tetraedros: I actúa sobre las dos mitades quirales (compuestos de cinco tetraedros), y −1 intercambia las dos mitades.
En particular, no actúa como S5, y estos grupos no son isomorfos; véase más abajo para más detalles.
El grupo contiene 10 versiones de D3d y 6 versiones de D5d (simetrías como antiprismas).
I también es isomorfo a PSL2 (5), pero Ih no es isomorfo a SL2(5).
| | | | |
| Las aristas de un compuesto de cinco octaedros esférico representan los 15 planos de espejo como círculos máximos de colores. Cada octaedro puede representar 3 planos de espejo ortogonales por sus bordes. | Las aristas de un compuesto de cinco octaedros esférico representan los 15 planos de espejo como círculos máximos de colores. Cada octaedro puede representar 3 planos de espejo ortogonales por sus bordes. | La simetría piritoédrica es un subgrupo de índice 5 de la simetría icosaédrica, con 3 líneas de reflexión verdes ortogonales y 8 puntos de giro de orden 3 en rojo. Hay 5 orientaciones diferentes de simetría piritoédrica. | La simetría piritoédrica es un subgrupo de índice 5 de la simetría icosaédrica, con 3 líneas de reflexión verdes ortogonales y 8 puntos de giro de orden 3 en rojo. Hay 5 orientaciones diferentes de simetría piritoédrica. |

### Isomorfismo deIcon A5
Es útil describir explícitamente cómo se ve el isomorfismo entre I y A5. En la siguiente tabla, las permutaciones Pi y iX actúan sobre 5 y 12 elementos respectivamente, mientras que las matrices de rotación Mi son los elementos de I. Si Pk es el producto de tomar la permutación Pi y aplicarle Pj, entonces para los mismos valores de i, j y k, también es cierto que kX es el producto de tomar iX y aplicar jX, y también que premultiplicar un vector por Mk es lo mismo que premultiplicar ese vector por Mi y luego premultiplicar ese resultado con Mj, es decir, Mk = Mj × Mi. Dado que las permutaciones Pi son las 60 permutaciones pares de 12345, la correspondencia uno a uno se hace explícita, y por lo tanto, el isomorfismo también.
| Matriz de rotación | Permutación de 5 sobre 1 2 3 4 5     | Permutación de 12 sobre 1 2 3 4 5 6 7 8 9 10 11 12         |
| --- | ------------------------------------ | ---------------------------------------------------------- |
| {\displaystyle M_{1}={\begin{bmatrix}1&0&0\\0&1&0\\0&0&1\end{bmatrix}}} | {\displaystyle P_{1}} = ()           | {\displaystyle Q_{1}} = ()                                 |
| {\displaystyle M_{2}={\begin{bmatrix}-{\frac {1}{2}}&{\frac {1}{2\phi }}&{\frac {\phi }{2}}\\-{\frac {1}{2\phi }}&{\frac {\phi }{2}}&-{\frac {1}{2}}\\-{\frac {\phi }{2}}&-{\frac {1}{2}}&-{\frac {1}{2\phi }}\end{bmatrix}}}  | {\displaystyle P_{2}} = (3 4 5)      | {\displaystyle Q_{2}} = (1 11 8)(2 9 6)(3 5 12)(4 7 10)    |
| {\displaystyle M_{3}={\begin{bmatrix}-{\frac {1}{2}}&-{\frac {1}{2\phi }}&-{\frac {\phi }{2}}\\{\frac {1}{2\phi }}&{\frac {\phi }{2}}&-{\frac {1}{2}}\\{\frac {\phi }{2}}&-{\frac {1}{2}}&-{\frac {1}{2\phi }}\end{bmatrix}}}  | {\displaystyle P_{3}} = (3 5 4)      | {\displaystyle Q_{3}} = (1 8 11)(2 6 9)(3 12 5)(4 10 7)    |
| {\displaystyle M_{4}={\begin{bmatrix}-{\frac {1}{2}}&{\frac {1}{2\phi }}&-{\frac {\phi }{2}}\\{\frac {1}{2\phi }}&-{\frac {\phi }{2}}&-{\frac {1}{2}}\\-{\frac {\phi }{2}}&-{\frac {1}{2}}&{\frac {1}{2\phi }}\end{bmatrix}}}  | {\displaystyle P_{4}} = (2 3)(4 5)   | {\displaystyle Q_{4}} = (1 12)(2 8)(3 6)(4 9)(5 10)(7 11)  |
| {\displaystyle M_{5}={\begin{bmatrix}{\frac {\phi }{2}}&{\frac {1}{2}}&{\frac {1}{2\phi }}\\{\frac {1}{2}}&-{\frac {1}{2\phi }}&-{\frac {\phi }{2}}\\-{\frac {1}{2\phi }}&{\frac {\phi }{2}}&-{\frac {1}{2}}\end{bmatrix}}}    | {\displaystyle P_{5}} = (2 3 4)      | {\displaystyle Q_{5}} = (1 2 3)(4 5 6)(7 9 8)(10 11 12)    |
| {\displaystyle M_{6}={\begin{bmatrix}-{\frac {1}{2\phi }}&-{\frac {\phi }{2}}&{\frac {1}{2}}\\{\frac {\phi }{2}}&-{\frac {1}{2}}&-{\frac {1}{2\phi }}\\{\frac {1}{2}}&{\frac {1}{2\phi }}&{\frac {\phi }{2}}\end{bmatrix}}}    | {\displaystyle P_{6}} = (2 3 5)      | {\displaystyle Q_{6}} = (1 7 5)(2 4 11)(3 10 9)(6 8 12)    |
| {\displaystyle M_{7}={\begin{bmatrix}{\frac {\phi }{2}}&{\frac {1}{2}}&-{\frac {1}{2\phi }}\\{\frac {1}{2}}&-{\frac {1}{2\phi }}&{\frac {\phi }{2}}\\{\frac {1}{2\phi }}&-{\frac {\phi }{2}}&-{\frac {1}{2}}\end{bmatrix}}}    | {\displaystyle P_{7}} = (2 4 3)      | {\displaystyle Q_{7}} = (1 3 2)(4 6 5)(7 8 9)(10 12 11)    |
| {\displaystyle M_{8}={\begin{bmatrix}0&-1&0\\0&0&1\\-1&0&0\end{bmatrix}}} | {\displaystyle P_{8}} = (2 4 5)      | {\displaystyle Q_{8}} = (1 10 6)(2 7 12)(3 4 8)(5 11 9)    |
| {\displaystyle M_{9}={\begin{bmatrix}-{\frac {\phi }{2}}&{\frac {1}{2}}&{\frac {1}{2\phi }}\\{\frac {1}{2}}&{\frac {1}{2\phi }}&{\frac {\phi }{2}}\\{\frac {1}{2\phi }}&{\frac {\phi }{2}}&-{\frac {1}{2}}\end{bmatrix}}}      | {\displaystyle P_{9}} = (2 4)(3 5)   | {\displaystyle Q_{9}} = (1 9)(2 5)(3 11)(4 12)(6 7)(8 10)  |
| {\displaystyle M_{10}={\begin{bmatrix}-{\frac {1}{2\phi }}&{\frac {\phi }{2}}&{\frac {1}{2}}\\-{\frac {\phi }{2}}&-{\frac {1}{2}}&{\frac {1}{2\phi }}\\{\frac {1}{2}}&-{\frac {1}{2\phi }}&{\frac {\phi }{2}}\end{bmatrix}}}   | {\displaystyle P_{10}} = (2 5 3)     | {\displaystyle Q_{10}} = (1 5 7)(2 11 4)(3 9 10)(6 12 8)   |
| {\displaystyle M_{11}={\begin{bmatrix}0&0&-1\\-1&0&0\\0&1&0\end{bmatrix}}} | {\displaystyle P_{11}} = (2 5 4)     | {\displaystyle Q_{11}} = (1 6 10)(2 12 7)(3 8 4)(5 9 11)   |
| {\displaystyle M_{12}={\begin{bmatrix}{\frac {1}{2\phi }}&-{\frac {\phi }{2}}&{\frac {1}{2}}\\-{\frac {\phi }{2}}&-{\frac {1}{2}}&-{\frac {1}{2\phi }}\\{\frac {1}{2}}&-{\frac {1}{2\phi }}&-{\frac {\phi }{2}}\end{bmatrix}}} | {\displaystyle P_{12}} = (2 5)(3 4)  | {\displaystyle Q_{12}} = (1 4)(2 10)(3 7)(5 8)(6 11)(9 12) |
| {\displaystyle M_{13}={\begin{bmatrix}1&0&0\\0&-1&0\\0&0&-1\end{bmatrix}}} | {\displaystyle P_{13}} = (1 2)(4 5)  | {\displaystyle Q_{13}} = (1 3)(2 4)(5 8)(6 7)(9 10)(11 12) |
| {\displaystyle M_{14}={\begin{bmatrix}-{\frac {1}{2}}&{\frac {1}{2\phi }}&{\frac {\phi }{2}}\\{\frac {1}{2\phi }}&-{\frac {\phi }{2}}&{\frac {1}{2}}\\{\frac {\phi }{2}}&{\frac {1}{2}}&{\frac {1}{2\phi }}\end{bmatrix}}}     | {\displaystyle P_{14}} = (1 2)(3 4)  | {\displaystyle Q_{14}} = (1 5)(2 7)(3 11)(4 9)(6 10)(8 12) |
| {\displaystyle M_{15}={\begin{bmatrix}-{\frac {1}{2}}&-{\frac {1}{2\phi }}&-{\frac {\phi }{2}}\\-{\frac {1}{2\phi }}&-{\frac {\phi }{2}}&{\frac {1}{2}}\\-{\frac {\phi }{2}}&{\frac {1}{2}}&{\frac {1}{2\phi }}\end{bmatrix}}} | {\displaystyle P_{15}} = (1 2)(3 5)  | {\displaystyle Q_{15}} = (1 12)(2 10)(3 8)(4 6)(5 11)(7 9) |
| {\displaystyle M_{16}={\begin{bmatrix}-{\frac {1}{2}}&-{\frac {1}{2\phi }}&{\frac {\phi }{2}}\\{\frac {1}{2\phi }}&{\frac {\phi }{2}}&{\frac {1}{2}}\\-{\frac {\phi }{2}}&{\frac {1}{2}}&-{\frac {1}{2\phi }}\end{bmatrix}}}   | {\displaystyle P_{16}} = (1 2 3)     | {\displaystyle Q_{16}} = (1 11 6)(2 5 9)(3 7 12)(4 10 8)   |
| {\displaystyle M_{17}={\begin{bmatrix}-{\frac {1}{2\phi }}&{\frac {\phi }{2}}&-{\frac {1}{2}}\\{\frac {\phi }{2}}&{\frac {1}{2}}&{\frac {1}{2\phi }}\\{\frac {1}{2}}&-{\frac {1}{2\phi }}&-{\frac {\phi }{2}}\end{bmatrix}}}   | {\displaystyle P_{17}} = (1 2 3 4 5) | {\displaystyle Q_{17}} = (1 6 5 3 9)(4 12 7 8 11)          |
| {\displaystyle M_{18}={\begin{bmatrix}{\frac {\phi }{2}}&-{\frac {1}{2}}&-{\frac {1}{2\phi }}\\{\frac {1}{2}}&{\frac {1}{2\phi }}&{\frac {\phi }{2}}\\-{\frac {1}{2\phi }}&-{\frac {\phi }{2}}&{\frac {1}{2}}\end{bmatrix}}}   | {\displaystyle P_{18}} = (1 2 3 5 4) | {\displaystyle Q_{18}} = (1 4 8 6 2)(5 7 10 12 9)          |
| {\displaystyle M_{19}={\begin{bmatrix}-{\frac {1}{2\phi }}&-{\frac {\phi }{2}}&-{\frac {1}{2}}\\-{\frac {\phi }{2}}&{\frac {1}{2}}&-{\frac {1}{2\phi }}\\{\frac {1}{2}}&{\frac {1}{2\phi }}&-{\frac {\phi }{2}}\end{bmatrix}}} | {\displaystyle P_{19}} = (1 2 4 5 3) | {\displaystyle Q_{19}} = (1 8 7 3 10)(2 12 5 6 11)         |
| {\displaystyle M_{20}={\begin{bmatrix}0&0&1\\-1&0&0\\0&-1&0\end{bmatrix}}} | {\displaystyle P_{20}} = (1 2 4)     | {\displaystyle Q_{20}} = (1 7 4)(2 11 8)(3 5 10)(6 9 12)   |
| {\displaystyle M_{21}={\begin{bmatrix}{\frac {1}{2\phi }}&{\frac {\phi }{2}}&-{\frac {1}{2}}\\-{\frac {\phi }{2}}&{\frac {1}{2}}&{\frac {1}{2\phi }}\\{\frac {1}{2}}&{\frac {1}{2\phi }}&{\frac {\phi }{2}}\end{bmatrix}}}     | {\displaystyle P_{21}} = (1 2 4 3 5) | {\displaystyle Q_{21}} = (1 2 9 11 7)(3 6 12 10 4)         |
| {\displaystyle M_{22}={\begin{bmatrix}{\frac {\phi }{2}}&-{\frac {1}{2}}&{\frac {1}{2\phi }}\\{\frac {1}{2}}&{\frac {1}{2\phi }}&-{\frac {\phi }{2}}\\{\frac {1}{2\phi }}&{\frac {\phi }{2}}&{\frac {1}{2}}\end{bmatrix}}}     | {\displaystyle P_{22}} = (1 2 5 4 3) | {\displaystyle Q_{22}} = (2 3 4 7 5)(6 8 10 11 9)          |
| {\displaystyle M_{23}={\begin{bmatrix}0&1&0\\0&0&-1\\-1&0&0\end{bmatrix}}} | {\displaystyle P_{23}} = (1 2 5)     | {\displaystyle Q_{23}} = (1 9 8)(2 6 3)(4 5 12)(7 11 10)   |
| {\displaystyle M_{24}={\begin{bmatrix}-{\frac {\phi }{2}}&-{\frac {1}{2}}&-{\frac {1}{2\phi }}\\{\frac {1}{2}}&-{\frac {1}{2\phi }}&-{\frac {\phi }{2}}\\{\frac {1}{2\phi }}&-{\frac {\phi }{2}}&{\frac {1}{2}}\end{bmatrix}}} | {\displaystyle P_{24}} = (1 2 5 3 4) | {\displaystyle Q_{24}} = (1 10 5 4 11)(2 8 9 3 12)         |
| {\displaystyle M_{25}={\begin{bmatrix}-{\frac {1}{2}}&{\frac {1}{2\phi }}&-{\frac {\phi }{2}}\\-{\frac {1}{2\phi }}&{\frac {\phi }{2}}&{\frac {1}{2}}\\{\frac {\phi }{2}}&{\frac {1}{2}}&-{\frac {1}{2\phi }}\end{bmatrix}}}   | {\displaystyle P_{25}} = (1 3 2)     | {\displaystyle Q_{25}} = (1 6 11)(2 9 5)(3 12 7)(4 8 10)   |
| {\displaystyle M_{26}={\begin{bmatrix}{\frac {\phi }{2}}&{\frac {1}{2}}&{\frac {1}{2\phi }}\\-{\frac {1}{2}}&{\frac {1}{2\phi }}&{\frac {\phi }{2}}\\{\frac {1}{2\phi }}&-{\frac {\phi }{2}}&{\frac {1}{2}}\end{bmatrix}}}     | {\displaystyle P_{26}} = (1 3 4 5 2) | {\displaystyle Q_{26}} = (2 5 7 4 3)(6 9 11 10 8)          |
| {\displaystyle M_{27}={\begin{bmatrix}-{\frac {1}{2\phi }}&-{\frac {\phi }{2}}&{\frac {1}{2}}\\-{\frac {\phi }{2}}&{\frac {1}{2}}&{\frac {1}{2\phi }}\\-{\frac {1}{2}}&-{\frac {1}{2\phi }}&-{\frac {\phi }{2}}\end{bmatrix}}} | {\displaystyle P_{27}} = (1 3 5 4 2) | {\displaystyle Q_{27}} = (1 10 3 7 8)(2 11 6 5 12)         |
| {\displaystyle M_{28}={\begin{bmatrix}-{\frac {1}{2}}&-{\frac {1}{2\phi }}&{\frac {\phi }{2}}\\-{\frac {1}{2\phi }}&-{\frac {\phi }{2}}&-{\frac {1}{2}}\\{\frac {\phi }{2}}&-{\frac {1}{2}}&{\frac {1}{2\phi }}\end{bmatrix}}} | {\displaystyle P_{28}} = (1 3)(4 5)  | {\displaystyle Q_{28}} = (1 7)(2 10)(3 11)(4 5)(6 12)(8 9) |
| {\displaystyle M_{29}={\begin{bmatrix}-{\frac {1}{2\phi }}&{\frac {\phi }{2}}&-{\frac {1}{2}}\\-{\frac {\phi }{2}}&-{\frac {1}{2}}&-{\frac {1}{2\phi }}\\-{\frac {1}{2}}&{\frac {1}{2\phi }}&{\frac {\phi }{2}}\end{bmatrix}}} | {\displaystyle P_{29}} = (1 3 4)     | {\displaystyle Q_{29}} = (1 9 10)(2 12 4)(3 6 8)(5 11 7)   |
| {\displaystyle M_{30}={\begin{bmatrix}{\frac {\phi }{2}}&-{\frac {1}{2}}&-{\frac {1}{2\phi }}\\-{\frac {1}{2}}&-{\frac {1}{2\phi }}&-{\frac {\phi }{2}}\\{\frac {1}{2\phi }}&{\frac {\phi }{2}}&-{\frac {1}{2}}\end{bmatrix}}} | {\displaystyle P_{30}} = (1 3 5)     | {\displaystyle Q_{30}} = (1 3 4)(2 8 7)(5 6 10)(9 12 11)   |
| {\displaystyle M_{31}={\begin{bmatrix}-{\frac {\phi }{2}}&{\frac {1}{2}}&-{\frac {1}{2\phi }}\\{\frac {1}{2}}&{\frac {1}{2\phi }}&-{\frac {\phi }{2}}\\-{\frac {1}{2\phi }}&-{\frac {\phi }{2}}&-{\frac {1}{2}}\end{bmatrix}}} | {\displaystyle P_{31}} = (1 3)(2 4)  | {\displaystyle Q_{31}} = (1 12)(2 6)(3 9)(4 11)(5 8)(7 10) |
| {\displaystyle M_{32}={\begin{bmatrix}{\frac {1}{2\phi }}&-{\frac {\phi }{2}}&-{\frac {1}{2}}\\{\frac {\phi }{2}}&{\frac {1}{2}}&-{\frac {1}{2\phi }}\\{\frac {1}{2}}&-{\frac {1}{2\phi }}&{\frac {\phi }{2}}\end{bmatrix}}}   | {\displaystyle P_{32}} = (1 3 2 4 5) | {\displaystyle Q_{32}} = (1 4 10 11 5)(2 3 8 12 9)         |
| {\displaystyle M_{33}={\begin{bmatrix}{\frac {1}{2}}&{\frac {1}{2\phi }}&{\frac {\phi }{2}}\\{\frac {1}{2\phi }}&{\frac {\phi }{2}}&-{\frac {1}{2}}\\-{\frac {\phi }{2}}&{\frac {1}{2}}&{\frac {1}{2\phi }}\end{bmatrix}}}     | {\displaystyle P_{33}} = (1 3 5 2 4) | {\displaystyle Q_{33}} = (1 5 9 6 3)(4 7 11 12 8)          |
| {\displaystyle M_{34}={\begin{bmatrix}{\frac {1}{2\phi }}&{\frac {\phi }{2}}&{\frac {1}{2}}\\{\frac {\phi }{2}}&-{\frac {1}{2}}&{\frac {1}{2\phi }}\\{\frac {1}{2}}&{\frac {1}{2\phi }}&-{\frac {\phi }{2}}\end{bmatrix}}}     | {\displaystyle P_{34}} = (1 3)(2 5)  | {\displaystyle Q_{34}} = (1 2)(3 5)(4 9)(6 7)(8 11)(10 12) |
| {\displaystyle M_{35}={\begin{bmatrix}-{\frac {\phi }{2}}&-{\frac {1}{2}}&{\frac {1}{2\phi }}\\{\frac {1}{2}}&-{\frac {1}{2\phi }}&{\frac {\phi }{2}}\\-{\frac {1}{2\phi }}&{\frac {\phi }{2}}&{\frac {1}{2}}\end{bmatrix}}}   | {\displaystyle P_{35}} = (1 3 2 5 4) | {\displaystyle Q_{35}} = (1 11 2 7 9)(3 10 6 4 12)         |
| {\displaystyle M_{36}={\begin{bmatrix}{\frac {1}{2}}&-{\frac {1}{2\phi }}&-{\frac {\phi }{2}}\\{\frac {1}{2\phi }}&-{\frac {\phi }{2}}&{\frac {1}{2}}\\-{\frac {\phi }{2}}&-{\frac {1}{2}}&-{\frac {1}{2\phi }}\end{bmatrix}}} | {\displaystyle P_{36}} = (1 3 4 2 5) | {\displaystyle Q_{36}} = (1 8 2 4 6)(5 10 9 7 12)          |
| {\displaystyle M_{37}={\begin{bmatrix}{\frac {\phi }{2}}&{\frac {1}{2}}&-{\frac {1}{2\phi }}\\-{\frac {1}{2}}&{\frac {1}{2\phi }}&-{\frac {\phi }{2}}\\-{\frac {1}{2\phi }}&{\frac {\phi }{2}}&{\frac {1}{2}}\end{bmatrix}}}   | {\displaystyle P_{37}} = (1 4 5 3 2) | {\displaystyle Q_{37}} = (1 2 6 8 4)(5 9 12 10 7)          |
| {\displaystyle M_{38}={\begin{bmatrix}0&-1&0\\0&0&-1\\1&0&0\end{bmatrix}}} | {\displaystyle P_{38}} = (1 4 2)     | {\displaystyle Q_{38}} = (1 4 7)(2 8 11)(3 10 5)(6 12 9)   |
| {\displaystyle M_{39}={\begin{bmatrix}-{\frac {\phi }{2}}&{\frac {1}{2}}&{\frac {1}{2\phi }}\\-{\frac {1}{2}}&-{\frac {1}{2\phi }}&-{\frac {\phi }{2}}\\-{\frac {1}{2\phi }}&-{\frac {\phi }{2}}&{\frac {1}{2}}\end{bmatrix}}} | {\displaystyle P_{39}} = (1 4 3 5 2) | {\displaystyle Q_{39}} = (1 11 4 5 10)(2 12 3 9 8)         |
| {\displaystyle M_{40}={\begin{bmatrix}-{\frac {1}{2\phi }}&-{\frac {\phi }{2}}&-{\frac {1}{2}}\\{\frac {\phi }{2}}&-{\frac {1}{2}}&{\frac {1}{2\phi }}\\-{\frac {1}{2}}&-{\frac {1}{2\phi }}&{\frac {\phi }{2}}\end{bmatrix}}} | {\displaystyle P_{40}} = (1 4 3)     | {\displaystyle Q_{40}} = (1 10 9)(2 4 12)(3 8 6)(5 7 11)   |
| {\displaystyle M_{41}={\begin{bmatrix}0&0&1\\1&0&0\\0&1&0\end{bmatrix}}} | {\displaystyle P_{41}} = (1 4 5)     | {\displaystyle Q_{41}} = (1 5 2)(3 7 9)(4 11 6)(8 10 12)   |
| {\displaystyle M_{42}={\begin{bmatrix}{\frac {1}{2\phi }}&{\frac {\phi }{2}}&-{\frac {1}{2}}\\{\frac {\phi }{2}}&-{\frac {1}{2}}&-{\frac {1}{2\phi }}\\-{\frac {1}{2}}&-{\frac {1}{2\phi }}&-{\frac {\phi }{2}}\end{bmatrix}}} | {\displaystyle P_{42}} = (1 4)(3 5)  | {\displaystyle Q_{42}} = (1 6)(2 3)(4 9)(5 8)(7 12)(10 11) |
| {\displaystyle M_{43}={\begin{bmatrix}-{\frac {\phi }{2}}&{\frac {1}{2}}&-{\frac {1}{2\phi }}\\-{\frac {1}{2}}&-{\frac {1}{2\phi }}&{\frac {\phi }{2}}\\{\frac {1}{2\phi }}&{\frac {\phi }{2}}&{\frac {1}{2}}\end{bmatrix}}}   | {\displaystyle P_{43}} = (1 4 5 2 3) | {\displaystyle Q_{43}} = (1 9 7 2 11)(3 12 4 6 10)         |
| {\displaystyle M_{44}={\begin{bmatrix}{\frac {1}{2\phi }}&-{\frac {\phi }{2}}&-{\frac {1}{2}}\\-{\frac {\phi }{2}}&-{\frac {1}{2}}&{\frac {1}{2\phi }}\\-{\frac {1}{2}}&{\frac {1}{2\phi }}&-{\frac {\phi }{2}}\end{bmatrix}}} | {\displaystyle P_{44}} = (1 4)(2 3)  | {\displaystyle Q_{44}} = (1 8)(2 10)(3 4)(5 12)(6 7)(9 11) |
| {\displaystyle M_{45}={\begin{bmatrix}{\frac {1}{2}}&{\frac {1}{2\phi }}&{\frac {\phi }{2}}\\-{\frac {1}{2\phi }}&-{\frac {\phi }{2}}&{\frac {1}{2}}\\{\frac {\phi }{2}}&-{\frac {1}{2}}&-{\frac {1}{2\phi }}\end{bmatrix}}}   | {\displaystyle P_{45}} = (1 4 2 3 5) | {\displaystyle Q_{45}} = (2 7 3 5 4)(6 11 8 9 10)          |
| {\displaystyle M_{46}={\begin{bmatrix}{\frac {1}{2}}&{\frac {1}{2\phi }}&-{\frac {\phi }{2}}\\{\frac {1}{2\phi }}&{\frac {\phi }{2}}&{\frac {1}{2}}\\{\frac {\phi }{2}}&-{\frac {1}{2}}&{\frac {1}{2\phi }}\end{bmatrix}}}     | {\displaystyle P_{46}} = (1 4 2 5 3) | {\displaystyle Q_{46}} = (1 3 6 9 5)(4 8 12 11 7)          |
| {\displaystyle M_{47}={\begin{bmatrix}{\frac {1}{2}}&-{\frac {1}{2\phi }}&{\frac {\phi }{2}}\\-{\frac {1}{2\phi }}&{\frac {\phi }{2}}&{\frac {1}{2}}\\-{\frac {\phi }{2}}&-{\frac {1}{2}}&{\frac {1}{2\phi }}\end{bmatrix}}}   | {\displaystyle P_{47}} = (1 4 3 2 5) | {\displaystyle Q_{47}} = (1 7 10 8 3)(2 5 11 12 6)         |
| {\displaystyle M_{48}={\begin{bmatrix}-1&0&0\\0&1&0\\0&0&-1\end{bmatrix}}} | {\displaystyle P_{48}} = (1 4)(2 5)  | {\displaystyle Q_{48}} = (1 12)(2 9)(3 11)(4 10)(5 6)(7 8) |
| {\displaystyle M_{49}={\begin{bmatrix}-{\frac {1}{2\phi }}&{\frac {\phi }{2}}&{\frac {1}{2}}\\{\frac {\phi }{2}}&{\frac {1}{2}}&-{\frac {1}{2\phi }}\\-{\frac {1}{2}}&{\frac {1}{2\phi }}&-{\frac {\phi }{2}}\end{bmatrix}}}   | {\displaystyle P_{49}} = (1 5 4 3 2) | {\displaystyle Q_{49}} = (1 9 3 5 6)(4 11 8 7 12)          |
| {\displaystyle M_{50}={\begin{bmatrix}0&0&-1\\1&0&0\\0&-1&0\end{bmatrix}}} | {\displaystyle P_{50}} = (1 5 2)     | {\displaystyle Q_{50}} = (1 8 9)(2 3 6)(4 12 5)(7 10 11)   |
| {\displaystyle M_{51}={\begin{bmatrix}{\frac {1}{2\phi }}&-{\frac {\phi }{2}}&{\frac {1}{2}}\\{\frac {\phi }{2}}&{\frac {1}{2}}&{\frac {1}{2\phi }}\\-{\frac {1}{2}}&{\frac {1}{2\phi }}&{\frac {\phi }{2}}\end{bmatrix}}}     | {\displaystyle P_{51}} = (1 5 3 4 2) | {\displaystyle Q_{51}} = (1 7 11 9 2)(3 4 10 12 6)         |
| {\displaystyle M_{52}={\begin{bmatrix}{\frac {\phi }{2}}&-{\frac {1}{2}}&{\frac {1}{2\phi }}\\-{\frac {1}{2}}&-{\frac {1}{2\phi }}&{\frac {\phi }{2}}\\-{\frac {1}{2\phi }}&-{\frac {\phi }{2}}&-{\frac {1}{2}}\end{bmatrix}}} | {\displaystyle P_{52}} = (1 5 3)     | {\displaystyle Q_{52}} = (1 4 3)(2 7 8)(5 10 6)(9 11 12)   |
| {\displaystyle M_{53}={\begin{bmatrix}0&1&0\\0&0&1\\1&0&0\end{bmatrix}}} | {\displaystyle P_{53}} = (1 5 4)     | {\displaystyle Q_{53}} = (1 2 5)(3 9 7)(4 6 11)(8 12 10)   |
| {\displaystyle M_{54}={\begin{bmatrix}-{\frac {\phi }{2}}&-{\frac {1}{2}}&-{\frac {1}{2\phi }}\\-{\frac {1}{2}}&{\frac {1}{2\phi }}&{\frac {\phi }{2}}\\-{\frac {1}{2\phi }}&{\frac {\phi }{2}}&-{\frac {1}{2}}\end{bmatrix}}} | {\displaystyle P_{54}} = (1 5)(3 4)  | {\displaystyle Q_{54}} = (1 12)(2 11)(3 10)(4 8)(5 9)(6 7) |
| {\displaystyle M_{55}={\begin{bmatrix}{\frac {1}{2\phi }}&{\frac {\phi }{2}}&{\frac {1}{2}}\\-{\frac {\phi }{2}}&{\frac {1}{2}}&-{\frac {1}{2\phi }}\\-{\frac {1}{2}}&-{\frac {1}{2\phi }}&{\frac {\phi }{2}}\end{bmatrix}}}   | {\displaystyle P_{55}} = (1 5 4 2 3) | {\displaystyle Q_{55}} = (1 5 11 10 4)(2 9 12 8 3)         |
| {\displaystyle M_{56}={\begin{bmatrix}-{\frac {\phi }{2}}&-{\frac {1}{2}}&{\frac {1}{2\phi }}\\-{\frac {1}{2}}&{\frac {1}{2\phi }}&-{\frac {\phi }{2}}\\{\frac {1}{2\phi }}&-{\frac {\phi }{2}}&-{\frac {1}{2}}\end{bmatrix}}} | {\displaystyle P_{56}} = (1 5)(2 3)  | {\displaystyle Q_{56}} = (1 10)(2 12)(3 11)(4 7)(5 8)(6 9) |
| {\displaystyle M_{57}={\begin{bmatrix}{\frac {1}{2}}&-{\frac {1}{2\phi }}&-{\frac {\phi }{2}}\\-{\frac {1}{2\phi }}&{\frac {\phi }{2}}&-{\frac {1}{2}}\\{\frac {\phi }{2}}&{\frac {1}{2}}&{\frac {1}{2\phi }}\end{bmatrix}}}   | {\displaystyle P_{57}} = (1 5 2 3 4) | {\displaystyle Q_{57}} = (1 3 8 10 7)(2 6 12 11 5)         |
| {\displaystyle M_{58}={\begin{bmatrix}{\frac {1}{2}}&{\frac {1}{2\phi }}&-{\frac {\phi }{2}}\\-{\frac {1}{2\phi }}&-{\frac {\phi }{2}}&-{\frac {1}{2}}\\-{\frac {\phi }{2}}&{\frac {1}{2}}&-{\frac {1}{2\phi }}\end{bmatrix}}} | {\displaystyle P_{58}} = (1 5 2 4 3) | {\displaystyle Q_{58}} = (1 6 4 2 8)(5 12 7 9 10)          |
| {\displaystyle M_{59}={\begin{bmatrix}{\frac {1}{2}}&-{\frac {1}{2\phi }}&{\frac {\phi }{2}}\\{\frac {1}{2\phi }}&-{\frac {\phi }{2}}&-{\frac {1}{2}}\\{\frac {\phi }{2}}&{\frac {1}{2}}&-{\frac {1}{2\phi }}\end{bmatrix}}}   | {\displaystyle P_{59}} = (1 5 3 2 4) | {\displaystyle Q_{59}} = (2 4 5 3 7)(6 10 9 8 11)          |
| {\displaystyle M_{60}={\begin{bmatrix}-1&0&0\\0&-1&0\\0&0&1\end{bmatrix}}} | {\displaystyle P_{60}} = (1 5)(2 4)  | {\displaystyle Q_{60}} = (1 11)(2 10)(3 12)(4 9)(5 7)(6 8) |

### Grupos comúnmente confundidos
Los siguientes grupos tienen todos el orden 120, pero no son isomorfos:
- S5, el grupo simétrico en 5 elementos
- Ih , el grupo icosaédrico completo (tema de este artículo, también conocido como  H3)
- 2I, el grupo icosaédrico binario

Corresponden a las siguientes sucesiones exactas cortas (la última de las cuales no se divide) y productos
{\displaystyle 1\to A_{5}\to S_{5}\to Z_{2}\to 1}
{\displaystyle I_{h}=A_{5}\times Z_{2}}
{\displaystyle 1\to Z_{2}\to 2I\to A_{5}\to 1}
Expresado mediante palabras,
- {\displaystyle A_{5}} es un subgrupo normal de {\displaystyle S_{5}}
- {\displaystyle A_{5}} es un factor de {\displaystyle I_{h}}, que es un producto directo
- {\displaystyle A_{5}} es un grupo cociente de {\displaystyle 2I}

Téngase en cuenta que {\displaystyle A_{5}} tiene una representación tridimensional irreducible excepcional(como el grupo de rotación icosaédrico), pero {\displaystyle S_{5}} no tiene una representación tridimensional irreducible, correspondiente al grupo icosaédrico completo que no es el grupo simétrico.
Estos elementos también pueden relacionarse con grupos lineales sobre el cuerpo finito con cinco elementos, que exhiben los subgrupos y los grupos de recubrimiento directamente; ninguno de estos es el grupo icosaédrico completo:
- {\displaystyle A_{5}\cong \operatorname {PSL} (2,5),} el grupo lineal proyectivo, consúltese aquí para ver una demostración;
- {\displaystyle S_{5}\cong \operatorname {PGL} (2,5),} el grupo lineal proyectivo;
- {\displaystyle 2I\cong \operatorname {SL} (2,5),} el grupo lineal especial.

### Clases conjugadas
Las 120 simetrías se dividen en 10 clases de conjugación:
| I | Clases adicionales de Ih |
| --- | --- |
| - Identidad, orden 1 - 12 × rotaciones de ±72°, orden 5, alrededor de los 6 ejes a través de los centros de las caras del dodecaedro - 12 × rotaciones de ± 144°, orden 5, alrededor de los 6 ejes a través de los centros de las caras del dodecaedro - 20 × rotaciones de ± 120°, orden 3, alrededor de los 10 ejes a través de los vértices del dodecaedro - 15 × rotaciones de 180°, orden 2, alrededor de los 15 ejes a través de los puntos medios de las aristas del dodecaedro | - Inversión central, orden 2 - 12 × rotorreflexiones de ± 36°, orden 10, alrededor de los 6 ejes a través de los centros de las caras del dodecaedro - 12 × rotorreflexiones de ± 108°, orden 10, alrededor de los 6 ejes a través de los centros de las caras del dodecaedro - 20 × rotorreflexiones de ± 60°, orden 6, alrededor de los 10 ejes a través de los vértices del dodecaedro - 15 × reflexiones, orden 2, en 15 planos a través de las aristas del dodecaedro |

### Subgrupos del grupo completo de simetría icosaédrica

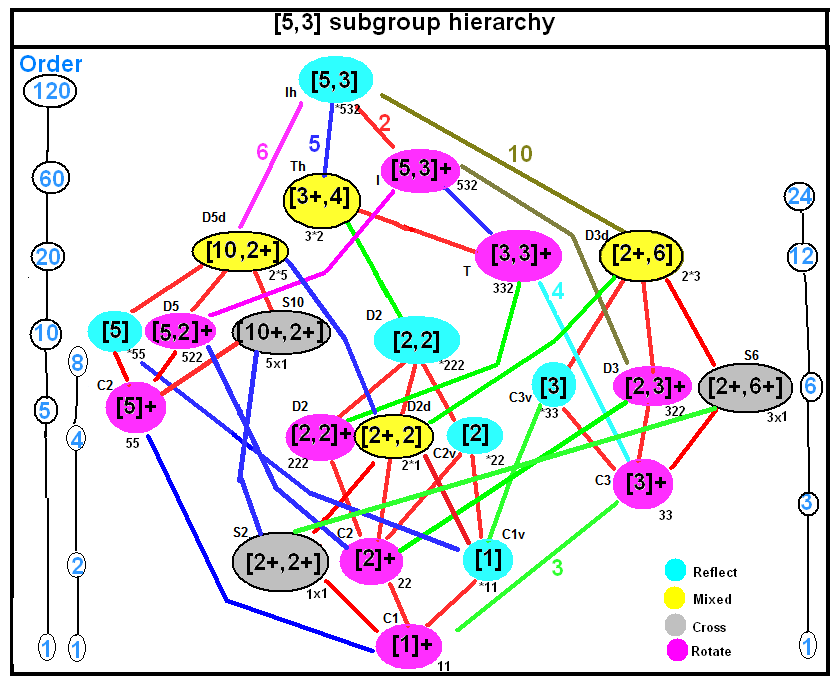
Relaciones de subgrupos

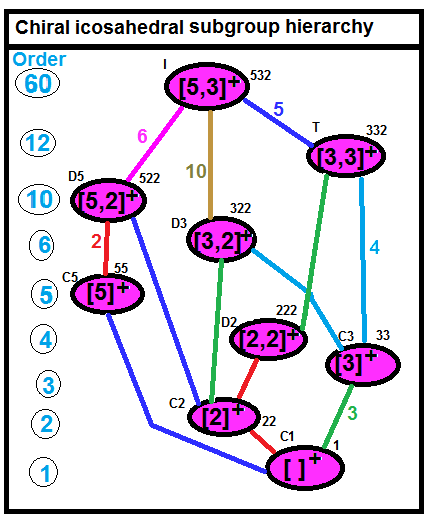
Relaciones de subgrupos quirales

Cada línea de la siguiente tabla representa una clase de subgrupos conjugados (es decir, geométricamente equivalentes). La columna "Mult." (multiplicidad) da el número de subgrupos diferentes en la clase de conjugación.
Explicación de colores: verde = los grupos que son generados por reflexión, rojo = los grupos quirales (que conservan la orientación), que contienen solo rotaciones.
Los grupos se describen geométricamente en términos del dodecaedro.
La abreviatura "m.v.i. (arista)" significa "media vuelta intercambiando este borde con su borde opuesto", y de manera similar para "cara" y "vértice".
| Schön.    | Coxeter  | Coxeter | Orb. | H-M    | Etructura  | Cic. | Orden | Índice | Mult. | Descripción                                                             |
| --------- | -------- | ------- | ---- | ------ | ---------- | ---- | ----- | ------ | ----- | ----------------------------------------------------------------------- |
| Ih        | [5,3]    |         | *532 | 532/m  | A5×Z2      |      | 120   | 1      | 1     | Grupo completo                                                          |
| D2h       | [2,2]    |         | *222 | mmm    | D4×D2=D23  |      | 8     | 15     | 5     | Determinando dos bordes opuestos, posiblemente intercambiándolos        |
| C5v       | [5]      |         | *55  | 5m     | D10        |      | 10    | 12     | 6     | Fijando una cara                                                        |
| C3v       | [3]      |         | *33  | 3m     | D6=S3      |      | 6     | 20     | 10    | Fijando un vértice                                                      |
| C2v       | [2]      |         | *22  | 2mm    | D4=D2      |      | 4     | 30     | 15    | Fijando una arista                                                      |
| Cs        | [ ]      |         | *    | 2 or m | D2         |      | 2     | 60     | 15    | Reflexión intercambiando dos puntos finales de una arista               |
| Th        | [3+,4]   |         | 3*2  | m3     | A4×Z2      |      | 24    | 5      | 5     | Grupo piritoédrico                                                      |
| D5d       | [2+,10]  |         | 2*5  | 10m2   | D20=Z2×D10 |      | 20    | 6      | 6     | Fijando dos caras opuestas, posiblemente intercambiándolas              |
| D3d       | [2+,6]   |         | 2*3  | 3m     | D12=Z2×D6  |      | 12    | 10     | 10    | Fijando dos vértices opuestos, posiblemente intercambiándolos           |
| D1d = C2h | [2+,2]   |         | 2*   | 2/m    | D4=Z2×D2   |      | 4     | 30     | 15    | Media vuelta alrededor del punto medio del borde, más inversión central |
| S10       | [2+,10+] |         | 5×   | 5      | Z10=Z2×Z5  |      | 10    | 12     | 6     | Rotaciones de una cara, más inversión central                           |
| S6        | [2+,6+]  |         | 3×   | 3      | Z6=Z2×Z3   |      | 6     | 20     | 10    | Rotaciones alrededor de un vértice, más inversión central               |
| S2        | [2+,2+]  |         | ×    | 1      | Z2         |      | 2     | 60     | 1     | Inversión central                                                       |
| I         | [5,3]+   |         | 532  | 532    | A5         |      | 60    | 2      | 1     | Todas las rotaciones                                                    |
| T         | [3,3]+   |         | 332  | 332    | A4         |      | 12    | 10     | 5     | Rotaciones de un tetraedro contenido                                    |
| D5        | [2,5]+   |         | 522  | 522    | D10        |      | 10    | 12     | 6     | Rotaciones alrededor del centro de una cara y m.v.i. (cara)             |
| D3        | [2,3]+   |         | 322  | 322    | D6=S3      |      | 6     | 20     | 10    | Rotaciones alrededor de un vértice y m.v.i.(vértice)                    |
| D2        | [2,2]+   |         | 222  | 222    | D4=Z2      |      | 4     | 30     | 15    | Media vuelta alrededor del punto medio de una arista, y m.v.i.(arista)  |
| C5        | [5]+     |         | 55   | 5      | Z5         |      | 5     | 24     | 6     | Rotaciones alrededor de un centro de cara                               |
| C3        | [3]+     |         | 33   | 3      | Z3=A3      |      | 3     | 40     | 10    | Rotaciones alrededor de un vértice                                      |
| C2        | [2]+     |         | 22   | 2      | Z2         |      | 2     | 60     | 15    | Media vuelta alrededor del punto medio de la arista                     |
| C1        | [ ]+     |         | 11   | 1      | Z1         |      | 1     | 120    | 1     | Grupo trivial                                                           |

#### Estabilizadores de vértices
Los estabilizadores de un par de vértices opuestos pueden interpretarse como estabilizadores del eje que generan.
- Los estabilizadores de vértice en I producen grupo cíclicos C3
- Los estabilizadores de vértice en Ih producen grupos diedros D3
- Los estabilizadores de un par opuesto de vértices en I producen grupos diédricos D3
- Los estabilizadores de un par opuesto de vértices en Ih producen {\displaystyle D_{3}\times \pm 1}

#### Estabilizadores de aristas
Los estabilizadores de un par opuesto de aristas se pueden interpretar como estabilizadores del rectángulo que generan.
- Los estabilizadores de aristas en I generan grupos cíclicos Z2
- Los estabilizadores de aristas en Ih generan grupos de Klein {\displaystyle Z_{2}\times Z_{2}}
- Los estabilizadores de un par de aristas en I generan grupos de Klein {\displaystyle Z_{2}\times Z_{2}}; hay 5 de estos, dados por rotación de 180° en 3 ejes perpendiculares.
- Los estabilizadores de un par de aristas en Ih generan {\displaystyle Z_{2}\times Z_{2}\times Z_{2}}; hay 5 de estos, dados por reflexiones en 3 ejes perpendiculares.

#### Estabilizadores de caras
Los estabilizadores de un par de caras opuestas pueden interpretarse como estabilizadores del antiprisma que generan.
- Los estabilizadores de caras en I dan grupos cíclicos C5
- Los estabilizadores de caras en Ih dan grupos diédricos D5
- Los estabilizadores de un par opuesto de caras en I dan grupos diédricos D5
- Los estabilizadores de un par opuesto de caras en Ih dan {\displaystyle D_{5}\times \pm 1}

#### Estabilizadores de poliedros
Para cada uno de ellos, hay 5 copias conjugadas, y la acción de conjugación da una aplicación, de hecho un isomorfismo, {\displaystyle I{\stackrel {\sim }{\to }}A_{5}<S_{5}}.
- Los estabilizadores de los tetraedros inscritos en I son una copia de T
- Los estabilizadores de los tetraedros inscritos en Ih también son una copia de T
- Los estabilizadores de los cubos inscritos (o el par opuesto de tetraedros u octaedros) en I iguamente son una copia de T
- Los estabilizadores de los cubos inscritos (o el par opuesto de tetraedros u octaedros) en Ih son una copia de Th

#### Generadores del grupo de Coxeter
El grupo completo de simetría icosaédrica [5,3] () de orden 120 tiene generadores representados por las matrices de reflexión R0, R1, R2 que figuran a continuación, con relaciones R02 = R12 = R22 = (R0 × R1) 5 = (R1 × R2) 3 = (R0 × R2) 2 = Identidad. El grupo [5,3] + () de orden 60 se genera mediante dos rotaciones cualesquiera S0,1, S1,2, S0,2. Un rotación impropia de orden 10 es generada por V0,1,2, el producto de los 3 reflejos. Aquí {\displaystyle \phi ={\tfrac {{\sqrt {5}}+1}{2}}} denota el número áureo.
|        | Reflexiones                                                                             | Reflexiones | Reflexiones                                                                             | Rotaciones | Rotaciones | Rotaciones                                                                               | Rotoreflexiones |
| Nombre | R0                                                                                      | R1 | R2                                                                                      | S0,1 | S1,2 | S0,2                                                                                     | V0,1,2 |
| ------ | --------------------------------------------------------------------------------------- | --- | --------------------------------------------------------------------------------------- | --- | --- | ---------------------------------------------------------------------------------------- | --- |
| Grupo  |                                                                                         | |                                                                                         | | |                                                                                          | |
| Orden  | 2                                                                                       | 2 | 2                                                                                       | 5 | 3 | 2                                                                                        | 10 |
| Matriz | {\displaystyle \left[{\begin{smallmatrix}-1&0&0\\0&1&0\\0&0&1\end{smallmatrix}}\right]} | {\displaystyle \left[{\begin{smallmatrix}{\frac {1-\phi }{2}}&{\frac {-\phi }{2}}&{\frac {-1}{2}}\\{\frac {-\phi }{2}}&{\frac {1}{2}}&{\frac {1-\phi }{2}}\\{\frac {-1}{2}}&{\frac {1-\phi }{2}}&{\frac {\phi }{2}}\end{smallmatrix}}\right]} | {\displaystyle \left[{\begin{smallmatrix}1&0&0\\0&-1&0\\0&0&1\end{smallmatrix}}\right]} | {\displaystyle \left[{\begin{smallmatrix}{\frac {\phi -1}{2}}&{\frac {\phi }{2}}&{\frac {1}{2}}\\{\frac {-\phi }{2}}&{\frac {1}{2}}&{\frac {1-\phi }{2}}\\{\frac {-1}{2}}&{\frac {1-\phi }{2}}&{\frac {\phi }{2}}\end{smallmatrix}}\right]} | {\displaystyle \left[{\begin{smallmatrix}{\frac {1-\phi }{2}}&{\frac {\phi }{2}}&{\frac {-1}{2}}\\{\frac {-\phi }{2}}&{\frac {-1}{2}}&{\frac {1-\phi }{2}}\\{\frac {-1}{2}}&{\frac {\phi -1}{2}}&{\frac {\phi }{2}}\end{smallmatrix}}\right]} | {\displaystyle \left[{\begin{smallmatrix}-1&0&0\\0&-1&0\\0&0&1\end{smallmatrix}}\right]} | {\displaystyle \left[{\begin{smallmatrix}{\frac {\phi -1}{2}}&{\frac {-\phi }{2}}&{\frac {1}{2}}\\{\frac {-\phi }{2}}&{\frac {-1}{2}}&{\frac {1-\phi }{2}}\\{\frac {-1}{2}}&{\frac {\phi -1}{2}}&{\frac {\phi }{2}}\end{smallmatrix}}\right]} |
|        | (1,0,0)n                                                                                | {\displaystyle ({\begin{smallmatrix}{\frac {\phi }{2}},{\frac {1}{2}},{\frac {\phi -1}{2}}\end{smallmatrix}})}n | (0,1,0)n                                                                                | {\displaystyle (0,-1,\phi )}axis | {\displaystyle (1-\phi ,0,\phi )}axis | {\displaystyle (0,0,1)}axis                                                              | |

## Dominio fundamental
El dominio fundamental para el grupo de rotación icosaédrico y el grupo icosaédrico completo están dados por:
| Grupo de rotación icosaédrico I | Grupo icosaédrico completo Ih | Las caras de un hexaquisicosaedro son el dominio fundamental |

En el hexaquisicosaedro una cara completa es un dominio fundamental. Se pueden obtener otros sólidos con la misma simetría ajustando la orientación de las caras, por ejemplo, aplanando subconjuntos seleccionados de caras para combinar cada subconjunto en una cara, o reemplazar cada cara por varias caras o una superficie curva.

## Poliedros con simetría icosaédrica

### Poliedros quirales
| Clase         | Símbolos     | Imagen |
| ------------- | ------------ | ------ |
| Arquimedianos | sr{5,3} ·    |        |
| Catalan       | V3.3.3.3.5 · |        |

### Simetría icosaédrica completa
| Sólidos platónicos | Poliedros de Kepler-Poinsot                        | Poliedros de Kepler-Poinsot                        | Sólidos arquimedianos                        | Sólidos arquimedianos                       | Sólidos arquimedianos                    | Sólidos arquimedianos                          | Sólidos arquimedianos                              |
| ------------------ | -------------------------------------------------- | -------------------------------------------------- | -------------------------------------------- | ------------------------------------------- | ---------------------------------------- | ---------------------------------------------- | -------------------------------------------------- |
| · {5,3} ·          | Archivo:SmallStellatedDodecahedron.svg · {5/2,5} · | Archivo:GreatStellatedDodecahedron.svg · {5/2,3} · | Archivo:TruncatedDodecahedron.svg · t{5,3} · | · t{3,5} ·                                  | Archivo:IcosiDodecahedron.svg · r{3,5} · | Archivo:RhombicosiDodecahedron.svg · rr{3,5} · | Archivo:TruncatedicosiDodecahedron.svg · tr{3,5} · |
| Sólido platónico   | Poliedros de Kepler-Poinsot                        | Poliedros de Kepler-Poinsot                        | Sólidos de Catalan                           | Sólidos de Catalan                          | Sólidos de Catalan                       | Sólidos de Catalan                             | Sólidos de Catalan                                 |
| · {3,5} · =        | Archivo:GreatDodecahedron.svg · {5,5/2} · =        | · {3,5/2} · =                                      | · V3.10.10 ·                                 | Archivo:PentakisDodecahedron.svg · V5.6.6 · | · V3.5.3.5 ·                             | · V3.4.5.4 ·                                   | · V4.6.10 ·                                        |

## Otros objetos con simetría icosaédrica
- Superficies de Barth
- Virus y cápsides
- En química, el ion dodecaborato ([B12H12] 2−) y la molécula dodecahedrano (C20H20)

### Cristales líquidos con simetría icosaédrica
Para la fase material intermedia denominada cristal líquido, H. Kleinert y K. Maki propusieron la existencia de simetría icosaédrica, y su estructura se analizó por primera vez en detalle en ese documento. Véase el artículo de revisión aquí.
En el aluminio, la estructura icosaédrica se descubrió experimentalmente tres años después por Dan Shechtman, lo que le valió el Premio Nobel en 2011.

## Geometrías relacionadas
La simetría icosaédrica es equivalente al grupo lineal proyectivo PSL (2,5), y es el grupo de simetría de la curva modular X (5), y más generalmente PSL (2, p) es el grupo de simetría de la curva modular X(p). La curva modular X(5) es geométricamente un dodecaedro con una cúspide en el centro de cada cara poligonal, lo que demuestra el grupo de simetría.
Esta geometría, y el grupo de simetría asociado, fue estudiado por Felix Klein como las monodromías de una superficie de Belyi, una superficie de Riemann con un aplicación holomórfica de la esfera de Riemann, ramificada solo en 0, 1 e infinito (una función de Belyi); las cúspides son los puntos que se encuentran sobre el infinito, mientras que los vértices y los centros de cada borde se encuentran sobre 0 y 1; el grado de cobertura (número de hojas) es igual a 5.
Esto surgió de sus esfuerzos por dar una interpretación geométrica de por qué surgió la simetría icosaédrica en la solución de la ecuación de quinto grado, con la teoría dada en el famoso (Klein, 1888); una exposición moderna se da en (Tóth, 2002, Section 1.6, Additional Topic: Klein's Theory of the Icosahedron, p. 66).
Las investigaciones de Klein continuaron con su descubrimiento de las simetrías de orden 7 y 11 en (Klein, 1878/79b) y (Klein, 1879) (y recubrimientos asociados de grado 7 y 11) y dibujos de niños, la primera produciendo la cuártica de Klein, cuya geometría asociada posee un teselado formado por 24 heptágonos (con una cúspide en el centro de cada uno).
Se producen geometrías similares para PSL (2, n) y grupos más generales para otras curvas modulares.
Más exóticamente, existen conexiones especiales entre los grupos PSL (2,5) (orden 60), PSL(2,7) (orden 168) y PSL (2,11) (orden 660), que también admiten interpretaciones geométricas - PSL (2,5) son las simetrías del icosaedro (género 0), PSL (2,7) de la cuártica de Klein (género 3) y PSL (2,11) de la superficie de la buckybola (género 70). Estos grupos forman una trinidad en el sentido definido por Vladímir Arnold, que proporciona un marco para las diversas relaciones.
Existe una estrecha relación con otros sólidos platónicos.